# 3 Dywizja Lotnictwa Myśliwskiego (LWP)
3 Brandenburska Dywizji Lotnictwa Myśliwskiego (3 DLM) – związek taktyczny lotnictwa myśliwskiego ludowego Wojska Polskiego.

## Historia 3 DLM
Formowanie jednostki Dywizji rozpoczęto w miejscowości Karłówka na Ukrainie na podstawie rozkazu organizacyjnego z 7 września 1944 roku, powołującego do życia 1 Mieszany Korpus Lotniczy. Dywizję formowano na bazie 10 Brygady Szkolno-Treningowej z 2 Armii Lotniczej. 17 września przystąpiono do intensywnego szkolenia pilotów 9 pułku lotnictwa myśliwskiego (plm) na lotnisku Krasnogród oraz 10 i 11 plm na lotnisku Karłówka.
Po osiągnięciu gotowości bojowej 20 stycznia 1945 roku przystąpiono do przebazowania dywizji na teren Polski. Przeprowadzono je w kilku rzutach powietrznych i naziemnych w lutym i marcu.
Na przełomie marca i kwietnia 1945 roku dywizja wzięła udział w działaniach na kierunku berlińskim, niszcząc samoloty oraz umocnienia wroga. Za wysiłek bojowy w operacji berlińskiej nadano dywizji miano "Brandenburska" i odznaczono ją Krzyżem Srebrnym Orderu Virtuti Militari oraz Krzyżem Grunwaldu III klasy.

W styczniu 1946  dywizję przemianowano na 1 Dywizję Lotnictwa Myśliwskiego.
W skład 1 Brandenburskiej Dywizji Lotnictwa Myśliwskiego, powstałej z przeformowanej 3 Brandenburskiej DLM, wszedł 1 pułk lotnictwa myśliwskiego, a pozostałe pułki 10 i 11 zmieniły nazwę na 2 i 3 pułk lotnictwa myśliwskiego.
Rozpoczęto też zmiany dyslokacji jednostek lotniczych. Na dotychczasowym lotnisku pozostał 1 pułk lotnictwa myśliwskiego, a dowództwo dywizji z dwoma pułkami zostało ulokowane w Krakowie.
Jesienią 1946 roku rozformowano dowództwo 1 Brandenburskiej Dywizji Lotnictwa Myśliwskiego w Krakowie, a jej pułki podporządkowano bezpośrednio Dowództwu Lotnictwa WP.

## Skład organizacyjny
- Dowództwo 3 Brandenburskiej Dywizji Lotnictwa Myśliwskiego
- 42 kompania łączności
- 3083 Wojskowa Stacja Pocztowa
- 9 pułk lotnictwa myśliwskiego
- 10 pułk lotnictwa myśliwskiego
- 11 pułk lotnictwa myśliwskiego

Dywizja etatowo liczyła 682 żołnierzy. Jej uzbrojenie stanowiły 103 samoloty, w tym: 96 myśliwców typu Jak-9, 1 myśliwiec Jak-1, 1 samolot szkolno-treningowy Jak-7 i 5 samolotów łącznikowych Po-2.

## Dowództwo
- dowódca dywizji - płk Iwan Chłusowicz
- szef sztabu - ppłk Wasyl Markowski